# Kroczyce
Kroczyce ist eine Ortschaft und Sitz der Landgemeinde Kroczyce im Powiat Zawierciański der Woiwodschaft Schlesien in Polen.

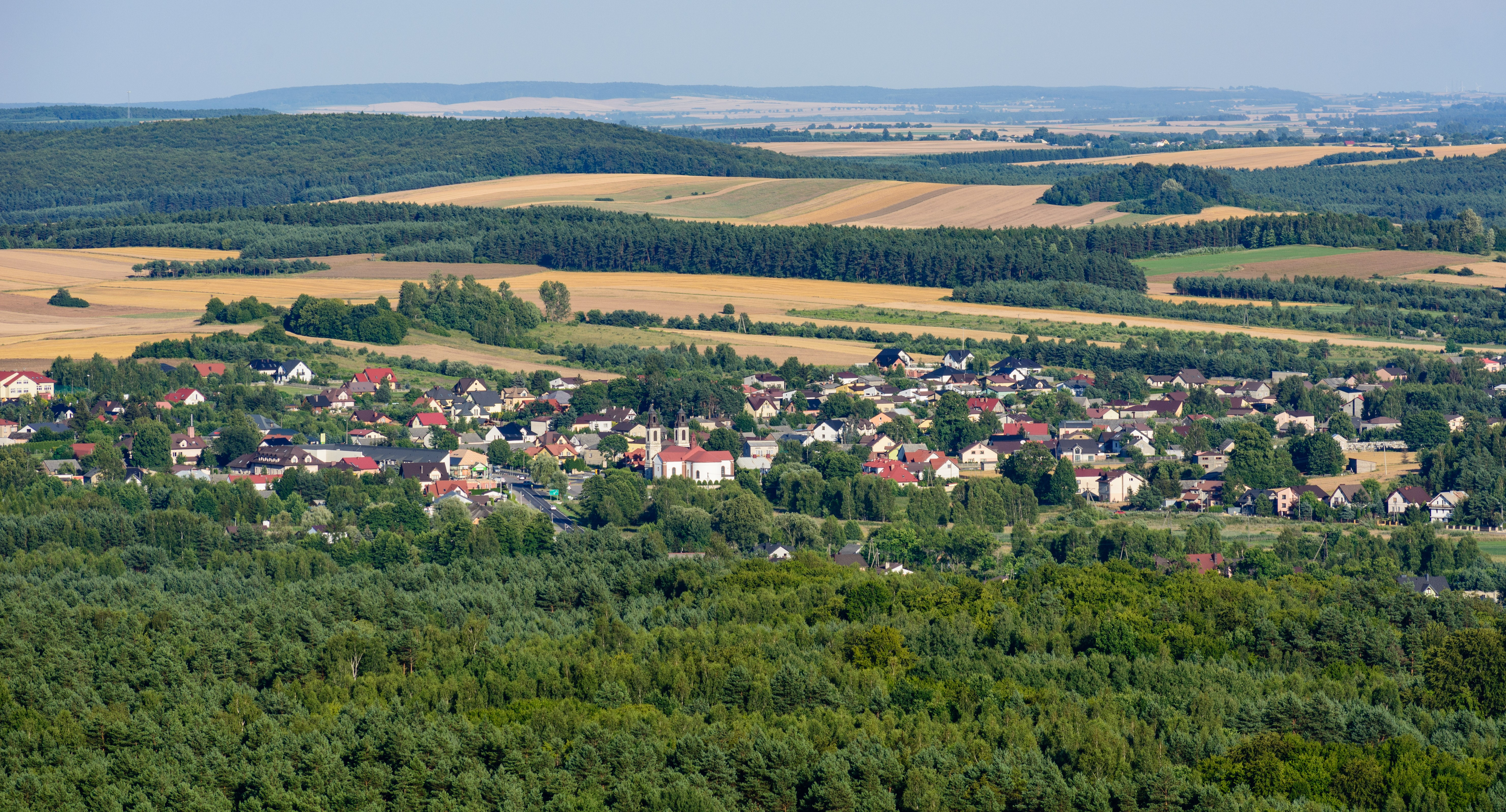
Blick auf das Dorf

## Geschichte
Im 9. oder 10. Jahrhundert entstand ein Slawischer Burgwall auf dem Hügel Słupsko. In der Zeit des Herzogtums Krakau wurde aus den herzoglichen Gütern ein Schlüsselkomplex von Landgütern für das Kastellanamt von Krakau um Myślenice, südlich der Weichsel, und ein Schlüsselkomplex von Landgütern für das Woiwodenamt von Krakau nördlich der Weichsel um Kroczyce gebildet, letzterer umfasste Dobrogoszczyce, Wyszemierzyce (Siemierzyce), Rzędkowice und Podlesice.
Der Ortsname Crocice bzw. Crociche tauchte in Fälschungen aus den Jahren zwischen 1278 und 1313 auf, falsch datierten auf das Jahr 1262. 1373 wurde die Pfarrei in Grocicze im Dekanat von Lelów des Bistums Krakau erstmals erwähnt. Der Name ist patronymisch (Suffix (ow)ice) vom Personennamen Krok (krok – Schritt) oder Krotki (1498: Krotczyce; altpolnisch krotki – sanft, ruhig) abgeleitet.
Der Ort gehörte administrativ zum Kreis Lelów in der Woiwodschaft Krakau in der Adelsrepublik Polen-Litauen. Nach der dritten Teilung Polens von 1795 bis 1807 gehörte das Dorf zu Neuschlesien. 1807 kam es ins Herzogtum Warschau und 1815 ins neu entstandene russisch beherrschte Kongresspolen.
Nach dem Ende des Ersten Weltkriegs kam Kroczyce zu Polen, Woiwodschaft Kielce. Unterbrochen wurde dies nur durch die Besetzung Polens durch die Wehrmacht im Zweiten Weltkrieg. Es gehörte dann zum Generalgouvernement.
Ab dem 20. Jahrhundert wurden Stare Kroczyce (Alt-Kroczyce) und Kroczyce Okupne (okupny – Zins-/Miet-) unterschieden, heute zwei separate Schulzenämter.
1951 wurde die Gemeinde aus dem Powiat Olkuski in der Woiwodschaft Krakau ausgegliedert und an den Powiat Zawierciański in der Woiwodschaft Katowice angeschlossen.
Von 1975 bis 1998 gehörte Kroczyce zur Woiwodschaft Częstochowa.